# Puchar Polski w piłce siatkowej mężczyzn (1987/1988)
Puchar Polski w piłce siatkowej mężczyzn 1987/1988 – 31. sezon rozgrywek o siatkarski Puchar Polski, rozgrywany od 1932 roku.

## Klasyfikacja końcowa
| Miejsce | Drużyna                |
| ------- | ---------------------- |
| 1.      | Hutnik Kraków          |
| 2.      | Stal Stocznia Szczecin |
| 3.      | Czarni Radom           |
| 4.      | Legia Warszawa         |